# Alberto Kouri
Luis Alberto Emilio Kouri Bumachar (Lima, 6 de noviembre de 1959) es un abogado y político peruano. Fue congresista de la república durante el 2000 y es conocido por ser el protagonista del primer vladivideo difundido, lo que inició la caída del gobierno de Alberto Fujimori.

## Biografía
Nació en Lima, el 6 de noviembre de 1959. Es hijo de Luis Alberto Kouri Hanna y de Jenny Bumachar Farah.[cita requerida] Es hermano del expresidente regional del Callao, Álex Kouri.

## Carrera política
Kouri inició su carrera política en las elecciones municipales de 1998, donde fue candidato a la alcaldía del distrito de Magdalena del Mar por la lista independiente Magdalena Sí, sin embargo, no resultó elegido.

### Congresista de la República
En las elecciones generales del año 2000, Kouri se inscribió al partido Perú Posible de Alejandro Toledo y postuló al Congreso de la República donde luego resultó elegido como congresista, con 36,213 votos, para el periodo parlamentario 2000-2005.
El 22 de junio del mismo año, Kouri renunció a Perú Posible, justificando su decisión por discrepancias internas. Durante la fecha tradicional de la instalación del nuevo legislativo, el 28 de julio Kouri, junto a otros 18 congresistas, se pasaron a la filas del partido oficialista Perú 2000, con lo que la agrupación política alcanzaba la amplia mayoría. Tras este hecho, Kouri fue criticado por las diversas bancadas de oposición calificándolo como tránsfuga al igual que los otros 18 congresistas.

## Controversias

### Vladivideo
El 14 de septiembre de ese año, en una conferencia de prensa en el Gran Hotel Bolívar, los entonces congresistas Fernando Olivera, Luis Iberico y Susana Higuchi, del Frente Independiente Moralizador, presentaron un vídeo grabado con cámara oculta donde se mostraba a Kouri recibiendo 15 000 dólares de manos de Vladimiro Montesinos, asesor presidencial y jefe del Servicio Nacional de Inteligencia (SIN), para abandonar Perú Posible y pasarse a las filas de Perú 2000. En la grabación de VHS, conocido posteriormente como Kouri-Montesinos, se puede apreciar al congresista electo regatear más dinero. La rueda de prensa fue emitida por medio del Canal N mientras el Congreso de la República se encontraba sesionando.
El vladivideo había sido filmado el 5 de mayo del 2000 en el Servicio de Inteligencia Nacional y Kouri se defendió de las acusaciones de corrupción y transfugismo alegando que el dinero recibido era un préstamo para comprar un camión frigorífico para repartir pescado a zonas económicamente deprimidas, sin embargo días después, la propia bancada de Perú 2000 lo retiró de sus filas y pidieron que sea sancionado. Posteriormente, Kouri se presentó en los noticieros 24 Horas y en América Noticias para justificar su reunión con Montesinos, donde en este último programa sorprendió al portar un audífono durante la entrevista.
El 28 de septiembre del 2000, el Congreso de la República suspendió a Kouri por 120 días y luego fue declarado vacado donde su puesto fue reemplazado por Luis Pella Granda, sin embargo, Kouri ya se había fugado a Miami. En enero del 2001, fue desaforado, impedido de ejercer cualquier cargo público durante 10 años y procesado por el Poder Judicial.

### Proceso judicial
Debido a estos hechos fue procesado judicialmente. En el juicio se conoció que había acudido al SIN para reunirse con Montesinos en dos ocasiones más, recibiendo un total de 32 000 dólares. Fue condenado el 21 de marzo del 2001 a 6 años de prisión por delito de corrupción de funcionarios y enriquecimiento ilícito. También se le ordenó el pago de 200 000 nuevos soles al Estado peruano en concepto de reparación civil. En 2004 fue absuelto en los delitos de tráfico de influencias y asociación ilícita para delinquir.
En 2012, sus bienes fueron embargados debido al impago del monto al que fue condenado.
En 2015 reconoció que ya había decidido pasarse al fujimorismo antes de la entrevista con Montesinos. Al año siguiente, a través de su cuenta de Twitter, siguió insistiendo en su inocencia.

## Publicaciones
- 2007. Más allá del error (Lima: Editatú Editores)[13]